# Burning Down the Bayit
Burning Down the Bayit («Поджарим Еврея») — пятнадцатая серия десятого сезона мультсериала «Гриффины». Премьерный показ состоялся 4 марта 2012 года на канале FOX.

## Сюжет
Питер собирается покататься на своей новой газонокосилке. На соседнем дворе Гленн сажает цветы и косится на Питера, так как из-за газонокосилки он почти ничего не слышит. Сидя дома, Брайан спрашивает у Лоис, куда он подевал свою косточку. Оказывается, что косточка лежит на газоне, и когда Питер на своей газонокосилке наезжает на неё, кость отлетает и врезается Гленну в голову. Куагмира немедленно отвозят в больницу, где ему прописывают купить в аптеке несколько бинтов для перевязок.
Придя в аптеку Морта Голдмана, Питер спрашивает у него, как обстоят дела с бизнесом. Морт говорит, что все очень плохо, денег не хватает даже на выплату счетов. Тогда Питер с Гленном пытаются всячески помочь Морту: они проводят рекламную кампанию, арендовав частный самолет и повесив на него вывеску с рекламой аптеки. Однако все идет очень плохо: вывеска отрывается, падает на школьный автобус, в результате чего гибнет много детей. Морт говорит, что теперь, наверняка, к нему в аптеку не зайдет вообще никто.
Морт рассказывает историю своего кузена о том, как он смог получить хорошие выплаты по страховке после того, как его бизнес сгорел. Питер предлагает поступить аналогично, подстроив поджог аптеки Голдмана. Поначалу все против этой идеи, однако они всё же решаются провести операцию ночью. Поджог удаётся — аптека сгорает дотла. Специалисты, приехавшие на место происшествия, говорят, что страховка покроет ущерб. Голдман и парни рады этим словам, однако вскоре на месте происшествия появляется Джо, который обещает во что бы то ни стало найти виновного в случившемся.
Питер, Куагмир и Морт пытаются отвлечь Джо от поисков истины, но все тщетно: когда парни сидят в баре, Джо говорит о том, что нашёл у себя в телефоне голосовое сообщение от Питера, где тот проболтался про то, что он сделал с парнями с аптекой Голдмана. Джо отправляет всех троих на допрос, после все трое отправляются за решетку. Гриффины приходят навестить Питера, Лоис критикует его за безответственность. Питер, Гленн и Морт просят вспомнить Джо, насколько страховые компании иногда портят жизнь. И Джо вспоминает: в первые минуты, когда его доставили в больницу с переломом позвоночника, страховая компания отказалась оплатить лечение Джо, дав денег лишь на инвалидную коляску. Джо стирает сообщение с телефона и отпускает парней на свободу.

## Рейтинги
- В Великобритании в ночь премьеры серию посмотрело порядка 1.15 миллиона человек.
- Серия стала самой просматриваемой в ту ночь «Animation Domination» на FOX, победив по количеству просмотров новые серии «Симпсонов», «Шоу Кливленда» и "Американского Папаши.[1]

## Критика
Кевин МакФарланд присудил эпизоду оценку C.